# Adolf Portmann
Adolf Portmann (27. května 1897 Basilej – 28. června 1982 Binningen, Basilej-venkov) byl švýcarský zoolog, filosof, antropolog a vrcholný představitel tzv. německé autonomistické školy v biologii. Byl rektorem basilejské univerzity a vedl učený spolek Eranos.

## Život
Adolf Portmann se narodil v nemajetné rodině, na studia si vydělával sám kreslením a grafickými pracemi. Po ukončení gymnázia studoval biologii na basilejské univerzitě. Promoval roku 1921, obhájil dizertační práci o systematice, ekologii a etologii vážek okolí svého rodného města. Po promoci pracoval na univerzitních pracovištích v Berlíně, Mnichově, Ženevě a Paříži, kde se seznamoval s klasickou školou kontinentální evropské biologie, jejíž se stal nejvýznamnějším představitelem. V té době se také ve Francii seznámil s mořskou biologií, která se stala jeho celoživotní láskou. V roce 1925 se Portmann vrátil na basilejskou univerzitu, kde se o rok později stal docentem. V roce 1933 se stal vedoucím tamějšího zoologického institutu. Působil jako pedagog a věnoval se také osvětové činnosti, velký ohlas měly jeho rozhlasové přednášky.
Portmannova vědecká práce se týkala především morfologie a embryologie mořských měkkýšů, srovnávací embryologie, ontogeneze obratlovců, biologické antropologie, etologie a řady dalších témat. Zabýval se též studiem významu tvarů a barev v živočišné říši, což vyústilo v možná nejzajímavější části jeho vědeckého díla.
Jeho druhá životní láska, žena Geneviève, trpěla dlouhodobou duševní nemocí, což přivedlo Portmanna k přátelství s C. G. Jungem a úvahám o smyslu existence živých bytostí a života vůbec. Titul stěžejního Portmannova díla Nové cesty biologie (Neue Wege der Biologie) je inspirován Jungovými Novými cestami psychologie (Neue Wege der Psychologie). Portmannovy eseje vycházely ve sborníku učeného sdružení Eranos, který vedl Jung a po jeho smrti až do roku 1982 Portmann.

## Myšlenky
Portmann byl evolucionista a kritizoval theistické myšlenky, nebyl však striktním neodarwinistou. Nepopíral funkční aspekt vnější podoby organismů, ale domníval se, že tento funkční aspekt není vším podstatným. Portmann považoval za důležitý a nedílný aspekt života (do kterého organismy investují značné množství energie podobně jako například do rozmnožování) sebeprezentaci/sebevyjádření (něm. Selbstdarstellung) vlastního jevu organismu (něm. eigentliche Erscheinung).
Vlastní jev je v Portmannově pojetí to, co je na organismu vnímatelné aniž by byl poškozen, vnímatelné nikoliv pouze zrakem, ale i dalšími smysly, nejen lidskými. Je to tedy určitá část fenotypu. Vlastní jev je projevem niternosti (něm. Innerlichkeit) organismu.

## Publikace
Dílo Adolfa Portmanna je velmi rozsáhlé. Následující tituly představují pouze výběr, klíčová díla jsou zvýrazněna:
- Einführung in die vergleichende Morphologie der Wirbeltiere (1948)
- Die Tiergestalt (1948) (Podoba zvířat)
- Probleme des Lebens (1949)
- Das Tier als soziales Wessen (1953)
- Biologie und Geist (1956) (Biologie a duch, sborník esejů z ročenky spolku Eranos)
- Neue Wege der Biologie (1960) (vyšlo česky pod názvem Nové cesty biologie)
- Der Pfeil des Humanen (1960)
- Aufbruch der Lebensforschung (1965)
- Zoologie aus vier Jahrzehnten (1967)
- Manipulation des Menschen als Schicksal und Bedrohung (1969)
- Entläßt die Natur den Menschen? (1970)
- Wir sind unterwegs (1971)
- Vom Lebendigen (1973)
- An den Grenzen des Wissens (1973)
- Opistobranchia des Mittelmeres (1982)

## Ocenění
- 1965 – Cena Sigmunda Freuda za vědeckou prózu